# Картиков, Досжан Нурбатырович
Досжан Нурбатырович Картиков (род. 24 мая 1989 года) — казахский профессиональный борец классического (греко-римского) стиля, бронзовый призёр чемпионата мира 2015 года.

## Карьера
- чемпион Азии среди юниоров (2008, 2009)
- серебряный призёр чемпионата мира среди юниоров (2009)
- бронзовый призёр Кубка Мира (2012)
- победитель «Кубка Президента» (2013)
- победитель Мемориала Дэйва Шульца 2013,2015 (США,Колорадо)
- победитель Гран-при (Испания, 2014)
- бронзовый призёр Азиатских Игр (2014).
- чемпион Азии (2016)
- бронзовый призер чемпионата мира 2015 (Лас-Вегас)